# إيفان بوبوف (مصارع رياضي)
إيفان بوبوف (بالإنجليزية: Ivan Popov) هو مصارع رياضي روسي وأسترالي، ولد في 25 مايو 1986 في أومسك في روسيا.

## وصلات خارجية
- إيفان بوبوف على موقع قاعدة بيانات المصارعة الدولية (الإنجليزية)
- إيفان بوبوف على موقع أوليمبيديا (الإنجليزية)
- إيفان بوبوف على موقع اتحاد ألعاب الكومنولث (مؤرشف) (الإنجليزية)